# Open 13 2011
L'Open 13 2011  è stato un torneo di tennis giocato sul cemento indoor. È stata la 19ª edizione del Open 13 facente parte dell'ATP World Tour 250 series nell'ambito dell'ATP World Tour 2011. Si è giocato al Palais des Sports di Marsiglia in Francia, dal 14 al 20 febbraio 2011.

## Partecipanti

### Teste di serie
| Nazionalità | Giocatore          | Ranking | Testa di serie* |
| ----------- | ------------------ | ------- | --------------- |
| Svezia      | Robin Söderling    | 4       | 1               |
| Rep. Ceca   | Tomáš Berdych      | 7       | 2               |
| Russia      | Michail Južnyj     | 10      | 3               |
| Austria     | Jürgen Melzer      | 11      | 4               |
| Croazia     | Ivan Ljubičić      | 15      | 5               |
| Francia     | Jo-Wilfried Tsonga | 18      | 6               |
| Lettonia    | Ernests Gulbis     | 21      | 7               |
| Francia     | Michaël Llodra     | 22      | 8               |

* Le teste di serie sono basate sul ranking al 7 febbraio 2011.

### Altri partecipanti
I seguenti giocatori hanno ricevuto una wild-card per il tabellone principale:
- Grigor Dimitrov
- Nicolas Mahut
- Benoît Paire

I seguenti giocatori sono entrati in tabellone passando dalle qualificazioni:

- Édouard Roger-Vasselin
- Thomas Schoorel
- Andrej Kumancov
- Stéphane Bohli

## Campioni

### Singolare
Robin Söderling ha battuto in finale  Marin Čilić per 6(8)–7, 6–3, 6–3.
- È il 3º titolo dell'anno per Söderling, il 9º titolo della sua carriera.

### Doppio
Robin Haase /  Ken Skupski hanno battuto in finale  Julien Benneteau /  Jo-Wilfried Tsonga con il punteggio di 6–4, 6(4)–7, [13-11]